# Cá tuyết Bắc Cực
Cá tuyết Bắc Cực (danh pháp hai phần: Arctogadus glacialis) là một loài cá sống trong vùng biển sâu, có quan hệ họ hàng gần với các loài cá tuyết thật sự (chi Gadus). Nó có một vài tên gọi phổ biến, như "cá tuyết vùng cực" hay "cá tuyết Greenland", nhưng các tên gọi này cũng được chia sẻ với các loài cá khác, như Boreogadus saida, trong khi tên gọi "cá tuyết Greenland" còn được dùng để chỉ loài Gadus ogac.
Loài cá này phân bổ rộng khắp phần miền tây của lòng chảo Bắc Cực, cũng như ở phía tây bắc và đông bắc của bờ biển Greenland. Chúng sinh sống trong khu vực có vĩ độ từ 85° tới 72° vĩ bắc. Cá tuyết Bắc Cực có thể tìm thấy ở độ sâu tới 1.000 m, và thường xuyên là sinh sống dưới các tảng băng.
Về bề ngoài, cá tuyết Bắc Cực có màu bạc, dài tới 30 cm. Nó không có các sợi râu ở cằm như các loài cá tuyết khác.
Cá tuyết Bắc Cực tìm kiếm các loại động vật không xương sống, như các loài cua và động vật thân mềm, cũng như các loài cá nhỏ khác để làm thức ăn. Chúng cũng có thể bị các loài động vật có vú như kỳ lân biển, hải cẩu cùng một số loài cá lớn khác ăn thịt. Chúng tạo thành một phần quan trọng của chuỗi thức ăn tại khu vực Bắc cực. Loài cá này ít có giá trị thương mại.